# Louis Bach
Louis Désiré Bach (* 14. April 1883 in Paris; † 16. September 1914 in Servon-Melzicourt) war ein französischer Fußballspieler.
Mit dem Team des Club Français Paris nahm er bei den Olympischen Sommerspielen 1900 am Fußballturnier teil. Das Team verlor mit einem 0:4 gegen den Upton Park FC, der das Vereinigte Königreich repräsentierte, konnte sich aber mit 6:2 gegen die Auswahl der Université libre de Bruxelles, die für Belgien antrat, durchsetzen und letztendlich die Silbermedaille gewinnen.
Im Jahr 1904 diente Bach zunächst für zwei Jahre der Französischen Armee, ehe er nach achtjähriger Pause als Reservist 1914 aufgrund des Ersten Weltkriegs wieder einberufen wurde. Am 16. September 1914 wurde Bach in einem Kampf bei Servon-Melzicourt getötet.